# Сент Бру (Саскачеван)
Сент Бру (енгл. Saint Brieux) је урбано насеље са административним статусом варошице у централном делу канадске провинције Саскачеван. Варошица се налази на деоници локалног магистралног друма 368, североисточно од сланог језера Ленор. Најближа насеља су градови Мелфорт на североистоку (40 km) и Хамболт на југозападу (на око 65 км). Град Принс Алберт налази се 110 км северозападно, док је највећи град у провинцији Саскатун удаљен 140 км ка југозападу.

## Историја
Насеље и општину Сент Бру основала је 1904. група француских досељеника из Бретање, а ново насеље добија име у знак сећања на Сен Брио (St. Brieuc) одакле је дошла већина становника. Досељавање нових породица из Француске настављено је све до почетка Првог светског рата 1914. године, када су их заменили франкофоне породице из САД. У периоду између 1911. и 1923. доселила се значајнија група Мађара и Италијана, али и англофоних становника из Онтарија. 
Железница је прошла кроз насеље 1913. године, што се повољно одразило на будући развој насеља. Међутим велики пожар који је 1924. уништио бројне грађевине на тренутак је успорио развој насеља. 
Сент Бру данас почива на развијеној пољопривреди и прехрамбеној индустрији. Службени статус провинцијске варошице има од 8. новембра 2008. године.

## Демографија
Према резултатима пописа становништва из 2011. у варошици је живело 590 становника у укупно 235 домаћинстава, што је за 19,9% више у односу на 492 житеља колико је регистровано 
приликом пописа 2006. године.
| 2006. | 2011. |
| ----- | ----- |
| 492   | 590   |